# Gabriela Besana
Gabriela Besana (Lanús, Argentina; 7 de junio de 1981) es una abogada y política argentina del partido Propuesta Republicana. Es Diputada de la Nación Argentina por Buenos Aires desde 2021.

## Biografía
Oriunda de Lanús, Besana es abogada de la Universidad de Buenos Aires.
A nivel público, fue Diputada Provincial en Buenos Aires entre 2017 y 2021.
En las elecciones de 2021, fue electa Diputada de la Nación Argentina por la Provincia de Buenos Aires en la lista Juntos por el Cambio.

## Vida personal
Su padre Carlos Besana fue concejal municipal y militante del PRO.